# Kalsongfylla
Kalsongfylla kännetecknas av att personen dricker sig berusad i hemmet utan avsikt att lämna det, och därför inte bekymrar sig om att sätta på sig kläder.
Begreppet fick 2017 internationell spridning efter att rådet för Finlands främjande under det finska utrikesministeriet lagt upp emoji och en artikel om "kalsarikännit" vilket uppmärksammades av bland andra Chicago Tribune och Hufvudstadsbladet.